# Palais Korniakt
Le palais Korniakt (en polonais : kamienica Królewska we Lwowie), situé 6 Place du marché, à Lviv, en Ukraine, était la résidence de Constantin Korniakt (ru), riche marchand.

## Histoire

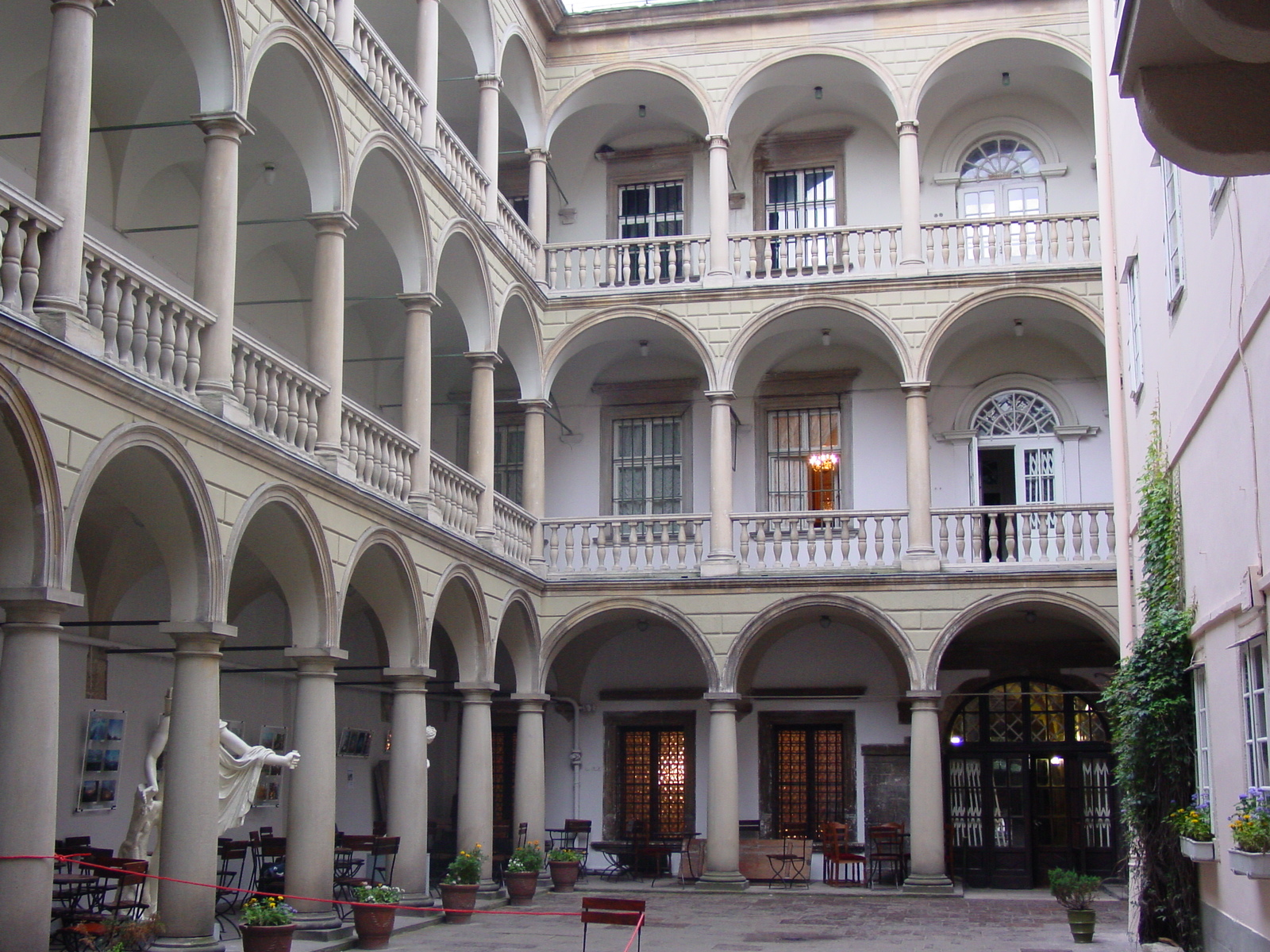
Arcades et loggias à l'italienne.

Ce palais est construit en 1580 par l'architecte Barbon Peter (uk), avec la participation de Paul Rimlianin (ru), pour un riche marchand de Lviv d'origine grecque, Constantin Korniakt. Le mécénat de ce dernier permit par ailleurs à la communauté orthodoxe de financer l'imposante tour de l'Église de l'Assomption, appelée Tour Korniakt (ru).
À son époque, son palais était le bâtiment le plus imposant de la ville.
Aujourd'hui, il se présente comme un ensemble d'éléments architecturaux issus de différentes époques, de différents styles : Gothique, Renaissance, Empire.
En 1640 il est acquis par Jakub Sobieski.
À la demande du roi de Pologne, Jean III Sobieski, qui avait hérité du palais à la mort de son père Jacob Sobieski en 1646, dans la seconde partie du XVIIe siècle, le palais Korniakt est réuni aux bâtiments voisins et transformé en un palais résidentiel, avec plusieurs chambres et salles d'audiences. Une cour de style italien, avec trois niveaux d'arcades et de loggias, est ajoutée à l'intérieur du palais.
En 1686, dans la salle du trône, au deuxième étage, est signé le Traité de paix éternelle de 1686, entre la république des Deux Nations et le tsarat de Russie.

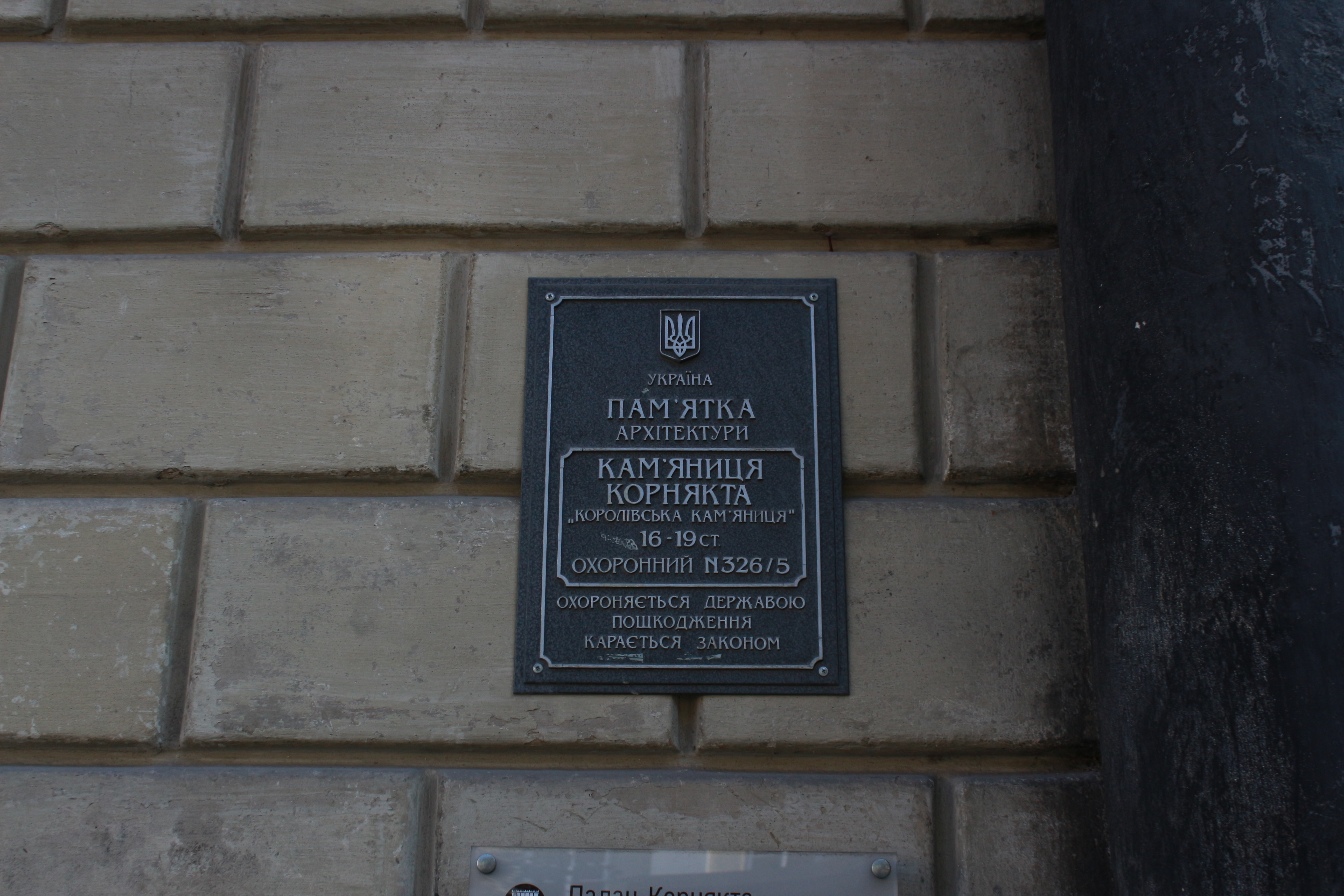
Plaque du registre national;

De 1908 à 1939, le Musée national de Lviv y est installé et, après 1939, une des parties de ce musée devient le musée d'histoire de Lviv. Il est classé au Registre national des monuments d'Ukraine sous le N° 46-101-1316.

## Images de l'architecture

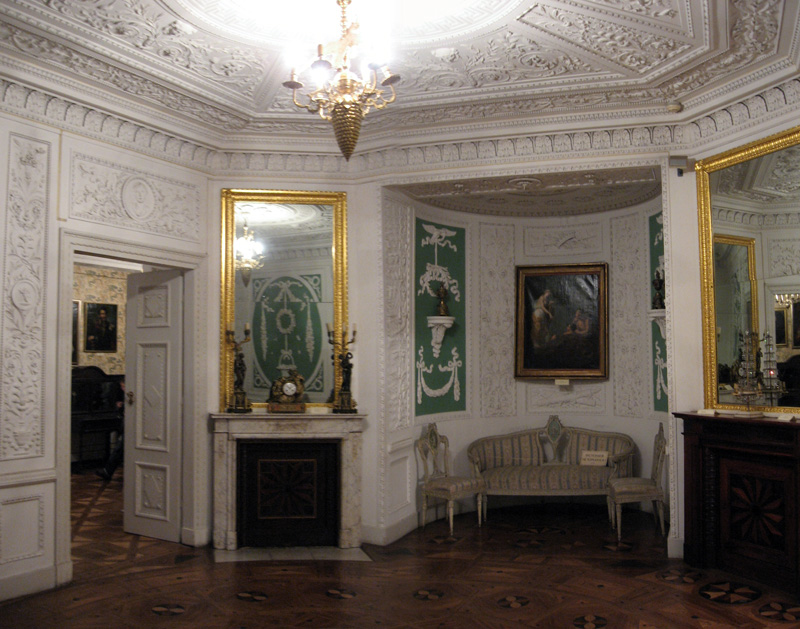
Une salle,
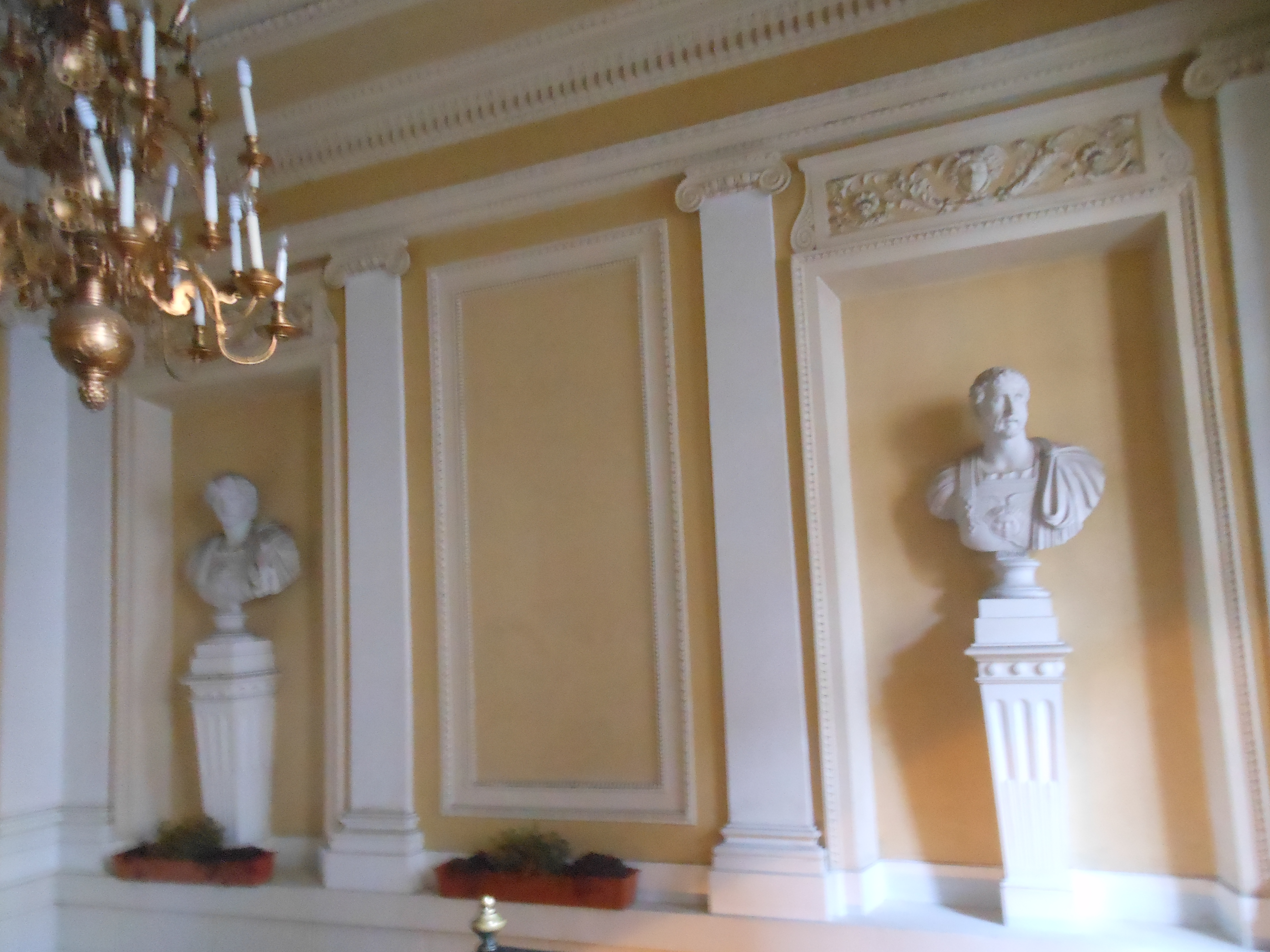
des bustes en empereur romain,
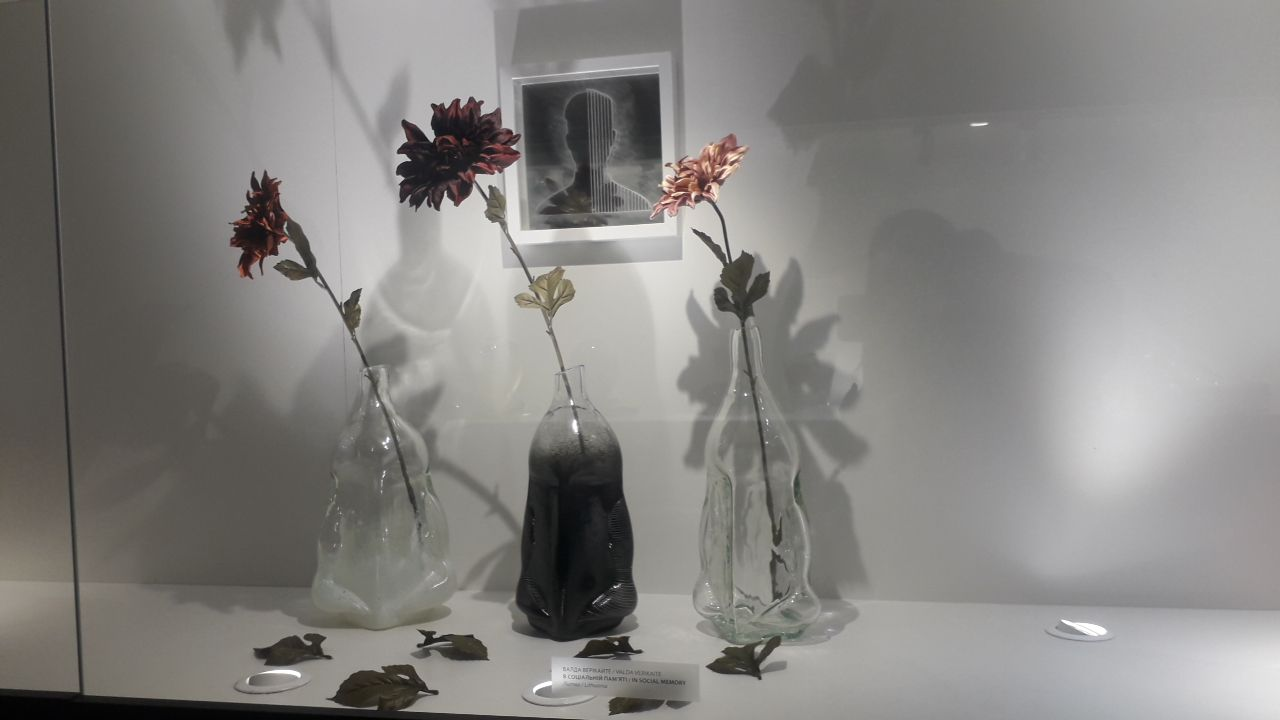
art floral,
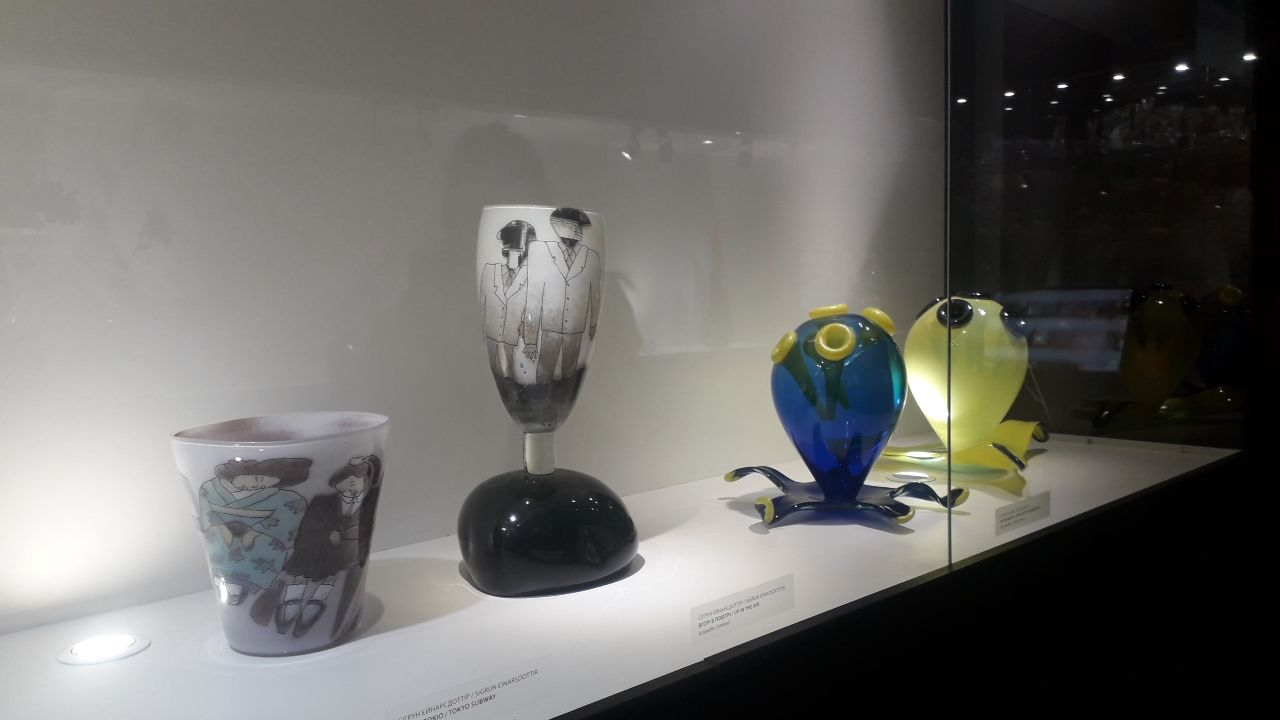
des vases,
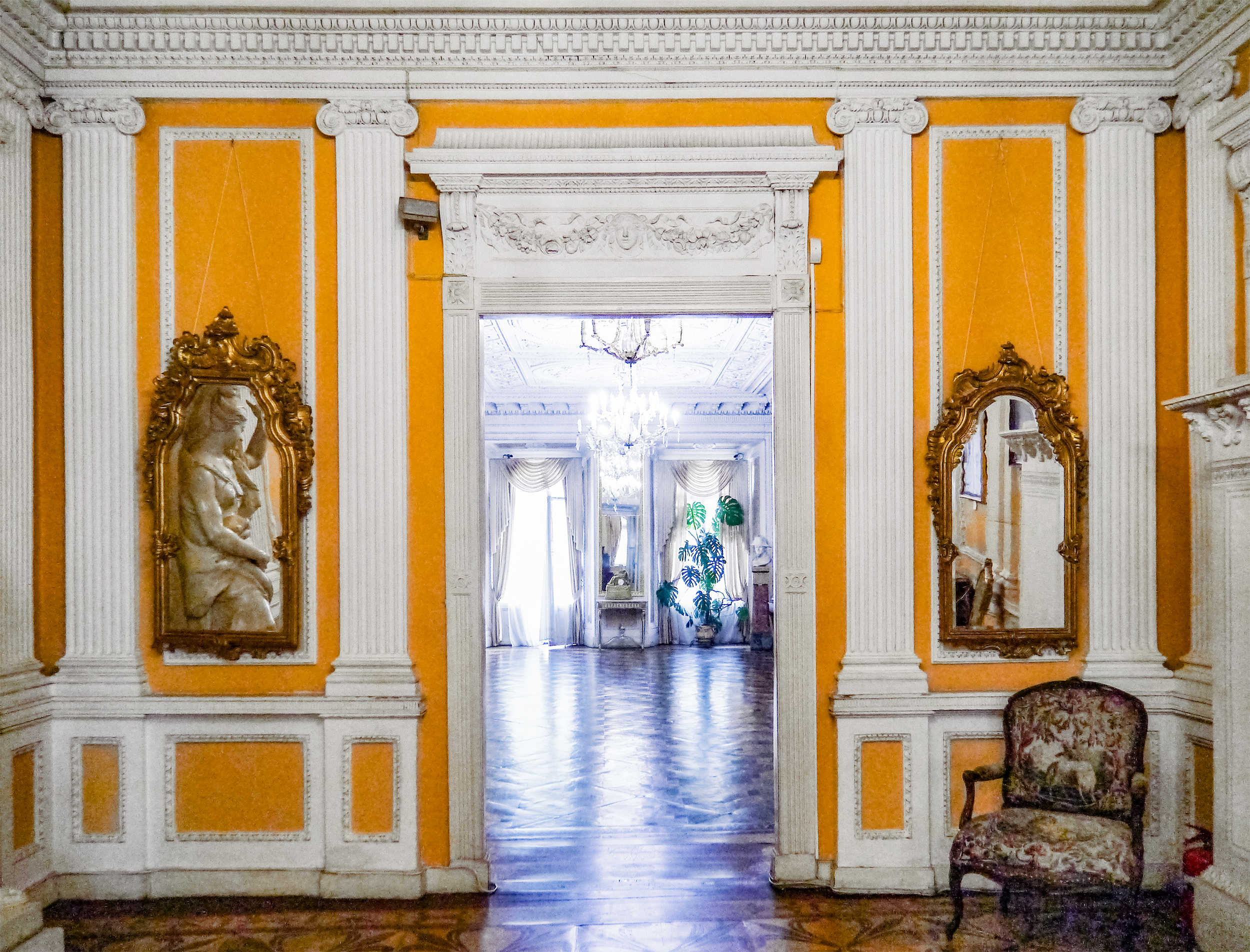
une porte.